# Elementis
Elementis plc ist ein britisches Unternehmen mit Sitz in London. Es ist auf dem Gebiet der Spezialchemikalien tätig und in zwei Segmente geteilt:
- Performance Specialties

Dies ist geteilt in Coatings (Beschichtungen) und Talk (oder Talkum).
Der Bereich Coatings stellt Rheologiemodifikatoren (Rheologie = Fließkunde) und Spezialadditive her für Industriebeschichtungen, Farben, Additive für Öl- und Gasbohr- und Stimulationsflüssigkeiten, Klebstoffe und Dichtstoffe (Anteil am Umsatz 52,8 %).
Die Talkumprodukte machen langlebige Kunststoffe stärker und leichter, Benzinpartikelfilter funktionieren besser und Lebensmittelverpackungen sind recycelbar. Elementis ist der zweitgrößte globale Anbieter auf diesem Gebiet (Anteil am Umsatz 18,4 %).
- Personal Care.[4]

Dieser Bereich stellt Antitranspirant-Wirkstoffe sowie Inhaltsstoffe für Farbkosmetika, Sonnenschutzmittel und Haarpflegeprodukte her (Anteil am Umsatz 28,7 %).
Das Unternehmen ist an der Londoner Börse gelistet und Teil des FTSE 250 Index.

## Geschichte
Die Partnerschaft zwischen Daniel Harrison, Smith Harrison und Joseph Crosfield wurde am 1. Januar 1844 in Liverpool gegründet. Die Brüder Harrison arbeiteten bereits als Teehändler in Liverpool. Daraus entwickelte sich das Unternehmen Harrisons & Crosfield. Es entwickelte sich zu einem der führenden britischen Unternehmen in der südostasiatischen Plantagenindustrie. Es profitierte von dem Ende der Monopolstellung der East India Company im Jahr 1813. Das Unternehmen expandierte schnell und zog 1854 von Liverpool nach London um. Zwischen 1900 und 1940 wurde H&C durch eine Reihe von Übernahmen bestehender Plantagen, kleinerer Produzenten und der Erschließung neuer Ackerflächen zum weltweit führenden Kautschukproduzenten. Das Unternehmen machte sich die Infrastruktur des britischen Kolonialreichs zunutze. Jedoch verlor H&C ab 1950 seine Führungsrolle in der Gummiindustrie. Zwischen 1960 und 1983 baute das Unternehmen eine Holzindustrie in Papua-Neuguinea auf und verringerte seine Teeplantagen in Indien. H&C gerät zunehmend in Konflikt mit den Regierungen der Produktionsländer. Viele Sektoren werden entweder verstaatlicht oder mit einer deutlichen Erhöhung der Lizenzgebühren belegt.
Nach dem Zweiten Weltkrieg verlegte das Unternehmen sein Schwergewicht auf die Chemie. Im Jahr 1947 unterzeichnete H&C eine Partnerschaft mit dem kanadischen Unternehmen Durham Chemicals. Durham kam 1963 unter seine Kontrolle. 
In den 1980er und 1990er Jahren trennte sich H&C von allen Plantagen (Kaffee, Tee, Kautschuk, Palmöl, Holz). Die H&C-Holding änderte ihren Namen 1998 in Elementis. Seit 1997 ist Elementis ein Unternehmen, das sich ausschließlich den Produkten der chemischen Industrie widmet.